# Заря (Кировская область)
Заря — посёлок в Опаринском районе Кировской области, образует Заринское сельское поселение.
С 1969 по 2005 год имел статус посёлка городского типа.

## Описание
Посёлок расположен в лесах на северо-западе области, на реке Левая (приток Кичуга) в 22 км к северо-западу от Опарино, в 180 км от Кирова и в 81 км к юго-востоку от Лузы.
Градообразующее предприятие — Моломский лесохимический завод. Для нужд завода на реке образован крупный пруд. Имеется ж.-д. ветка к заводу от Альмежа (5 км к северу, на линии Киров — Котлас).
Через посёлок проходит автодорога, ведущая на севере в Пинюг и Подосиновец, на юге — в Маромицу и Опарино (на Киров).

## Население
| 1970 | 1979  | 1989  | 2002  | 2010  | 2012  | 2013 |
| ---- | ----- | ----- | ----- | ----- | ----- | ---- |
| 1214 | ↗1507 | ↗1587 | ↘1231 | ↘1064 | ↘1021 | ↘983 |
| 2014 | 2015  | 2016  | 2017  | 2018  | 2019  | 2020 |
| ↘952 | ↘896  | ↘866  | ↘858  | ↘818  | ↘773  | ↘730 |
| 2021 |       |       |       |       |       |      |
| ↘666 |       |       |       |       |       |      |